# Le jour se lève (film)
Pour les articles homonymes, voir Le jour se lève.
Pour plus de détails, voir Fiche technique et Distribution.
Le jour se lève est un film français réalisé par Marcel Carné, sorti en 1939.
Le film débute alors que François vient d'assassiner Valentin. Au comble du désespoir, il s'est barricadé dans son appartement. Alors que la police l'assiège, il se repasse en pensée (flash-back) les événements qui l'ont conduit au crime.
Ce film appartient au réalisme poétique.
Une caractéristique originale du film est sa structure, un long retour en arrière (flash-back), procédé alors peu utilisé - et ceci deux ans avant la sortie de Citizen Kane. Le décor de la chambre, construit par Alexandre Trauner, comporte les quatre côtés de la chambre (et non trois comme il était de coutume) pour autoriser des plans circulaires et souligner l'enfermement.

## Synopsis
François, un employé d'usine sans histoire, tue Valentin puis se retranche dans son appartement. Malgré les efforts de la police pour le déloger, l'homme tient bon et se rémémore ce qui l'a poussé à passer à l'acte. 
Quelques mois auparavant, François a rencontré Françoise, une jeune femme de l'assistance comme lui, venu livrer des fleurs à la femme de son patron. Une liaison nait entre eux mais Françoise semble partagée entre son amour pour François et quelqu'un d'autre. Après leur rendez-vous nocturne, François la suit jusqu'à un café-théâtre où des artistes se produisent. Il remarque qu'elle n'a d'yeux que pour un dresseur de chiens, Valentin, qu'elle suit dans les coulisses. L'ex-assistante qui vient juste de rompre son contrat avec lui, Clara, lui explique qu'il est un manipulateur mythomane et amateur de conquête en tout genre. Bientôt, une liaison se créé entre elle et François. 
Néanmoins, Valentin, qui ne supporte pas que Clara l'ait laissé tomber et fréquente un autre homme, confronte une première fois François. Il lui avoue que Françoise est sa fille et qu'il l'avait abandonnée à la naissance, par erreur de jeunesse et tient à recoller les morceaux avec elle. François y consent mais comprend que l'homme l'a roulé quand il apprend de Françoise que tout ceci n'est qu'une histoire inventée. Les deux jeunes gens à nouveaux ensemble, Valentin revient voir François, cette fois-ci dans son appartement. À force de sous-entendus graveleux sur Françoise et d'attaques personnelles, François tire sur Valentin avec l'arme que ce dernier avait apporté pour le tuer. 
De retour dans le présent, François est complètement perdu et se suicide au moment où les policiers lancent des gaz lacrymogènes pour le faire sortir sans savoir que Françoise lui a avoué son amour.

## Fiche technique
- Titre : Le jour se lève
- Réalisation : Marcel Carné
  - Assistants réalisateur : Pierre Blondy et Jean Fazy
- Scénario : Jacques Viot
  - Adaptation et dialogues : Jacques Prévert
- Musique : Maurice Jaubert
- Photographie : Curt Courant (non crédité), André Bac, Philippe Agostini et Albert Viguier
- Montage : René Le Hénaff
- Décors : Alexandre Trauner (non crédité)
- Costumes : Boris Bilinsky (non crédité)
- Maquillage : Paule Déan
- Son : Armand Petitjean
- Directeur de production : Paul Madeux
- Photographe de plateau : Raymond Voinquel
- Société de production : Productions Sigma
- Société de distribution : Les Films Vog
- Pays d'origine :  France
- Langue originale : français
- Tournage : de février à mai 1939, aux studios "Paris Studio Cinéma" de Boulogne-Billancourt.
- Format : noir et blanc — 1,37:1 — 35mm — son monophonique (Western Electric Wide Range Sound System)
- Genre : drame
- Durée : 93 minutes
- Dates de sortie : 
  - France : 9 juin 1939 (première à Paris)
  - États-Unis : 29 juillet 1940
- (fr) Mention CNC[1] : tous publics, art et essai (visa d'exploitation no 1378 délivré le 30 octobre 1944)
- Affiche : Bernard Lancy (France)

## Distribution
| - Jean Gabin : François, ouvrier sableur - Jules Berry : Valentin, dresseur de chiens - Jacqueline Laurent : Françoise, la fleuriste - Arletty : Clara, la partenaire de Valentin - Arthur Devère : M. Gerbois, un voisin de François - Jacques Baumer : le commissaire - Mady Berry : la concierge - René Génin : le concierge - Bernard Blier : Gaston, un collègue de François - Marcel Pérès : Paulo, un collègue de François - Germaine Lix : la chanteuse - Gabrielle Fontan : la vieille dame dans l'escalier - René Bergeron : le patron du café | Non crédités : - Annie Cariel : une locataire - Georges Douking : l'aveugle - André Nicolle : le brigadier - Georges Gosset : un agent - Albert Malbert : un agent - Marcel Rouze : un agent - Marcel Melrac : un agent - Maurice Salabert : un agent - Claude Walter : un ouvrier - Léonce Corne - Henri Farty - Robert Leray - Guy Rapp - Max Rogerys - Madeleine Rousset |

## Sortie et accueil
Le Jour se lève sort dans les salles françaises le 9 juin 1939 et connaît un accueil critique assez tiède, voire hostile en raison de la « vision politique du film qui montre un certain effondrement social de la classe ouvrière »,, qui conduit le gouvernement d'Édouard Daladier à interdire le film en décembre 1939, trois mois après le déclenchement de la Seconde Guerre mondiale, puis par le gouvernement de Vichy sous l'Occupation, avant de sortir à nouveau en 1942 avec quelques séquences coupées (un plan de quelques secondes avec Arletty nue sous la douche et des policiers malmenés par la foule). Il a également écopé d'une interdiction aux moins de 16 ans en raison de son côté « démoralisant ». Les séquences coupées seront réintégrées lors de la ressortie du film en version restaurée en 2014,,. Il est considéré par la suite comme l'un des plus grands classiques du cinéma français.
En 1947, le film a failli être considéré comme perdu lorsque RKO Radio Pictures a réalisé un remake américain sous le titre La Longue Nuit avec Henry Fonda reprenant le rôle de Jean Gabin. La société a acquis les droits de distribution du film français et a cherché à racheter et à détruire toutes les copies du film qu'elle pouvait obtenir. On a un temps craint qu'ils aient du succès et que le film soit perdu, mais des copies réapparaîtront dans les années 1950 et s'inscrit ensuite aux côtés des Enfants du paradis comme l'une des plus belles réalisations de la collaboration de Carné et Prévert,, tandis que la Longue Nuit sera à la fois un échec critique et commercial.
Alexandre Arnoux des Nouvelles Littéraires salue la réalisation de Carné, qui la qualifie d'« excellente, souvent admirable », tout en parlant de la prestation de Gabin, qui selon lui, « a trouvé dans ce film un des rôles qui peuvent le mieux lui convenir exactement, un peu trop exactement ajusté à sa nature et à ses moyens, ce qui lui enlève de l’imprévu » et la narration du film, « cette façon d’attaquer l’histoire par l’épilogue [...] et de revenir en arrière, de traduire en somme le monologue intérieur du barricadé qui revit sa vie, cette manière de jouer avec le temps et de mêler le siège des policiers à l’évocation des mobiles du crime, tout cela a de la puissance et du ragoût », avant de conclure qu'on ne peut guère s'intéresser aux « acteurs de ce drame », car demeurés « lointains, étrangers » selon le critique.
Les résultats au box-office de l'époque n'étant pas connus, seuls les chiffres des ressorties en salles (6 097 entrées au Gaité-Clichy de Paris, où il est diffusé à partir du 5 septembre 1945 et 8 906 entrées en France, notamment avec la reprise en salles restaurée de 2014 et 35 321 $ aux États-Unis pour la reprise en salles également en 2014) demeurent référencés.

## Autour du film
- Une voie de Boulogne-Billancourt a été nommée avenue Le-Jour-se-lève, en hommage au lieu où le film a été tourné.
- Ce film a connu une nouvelle version, sous le titre The Long Night d'Anatole Litvak, sortie en 1947, avec Henry Fonda reprenant le rôle de Jean Gabin et Barbara Bel Geddes reprenant celui de Jacqueline Laurent.
- Une scène fut supprimée par la censure : celle d'Arletty (Clara) nue à la fin de sa douche. Le montage originel ne sera pas rétabli à sa re-sortie après-guerre - une version remasterisée et rétablissant le montage est sortie en DVD en 2014.

## Distinctions
- Mostra de Venise 1939 : sélection en compétition pour la Coupe Mussolini du meilleur film